# 錫多雷 (波爾塔瓦州)
锡多雷（羅馬化：Sydory）是烏克蘭中部波爾塔瓦州克雷门丘克区赫拉迪兹克市镇的村落距離戈爾比和比洛烏西夫卡1公里，面積2.353平方公里，海拔高度98米，2001年人口205。